# Ed Cherry
Edward E. Cherry Jr. (né le 12 octobre 1954) est un guitariste de jazz et musicien de studio américain. Cherry est surtout connu probablement pour sa longue association avec le trompettiste Dizzy Gillespie, avec qui il a joué de 1978 jusqu'à peu de temps avant la mort de Gillespie en 1993. Depuis lors, il a travaillé avec Paquito D'Rivera, Jon Faddis, John Patton, Hamiet Bluiett, Henry Threadgill et Paula West. Il a enregistré plusieurs albums en tant que leader.

## Discographie
- First Take (Groovin' High, 1993)
- Second Look (Groovin' High, 1994)
- The Spirits Speak (Justin Time, 2001)
- It's All Good (Posi-Tone, 2012)
- Soul Tree (Posi-Tone, 2016)